# Народное движение Сербии
Наро́дное движе́ние Се́рбии (серб. Народни покрет Србије) — сербская правоцентристская партия, появившаяся в 2014 году, отколовшись от «Объединённых регионов Сербии». До 2015 года — Наро́дная па́ртия Се́рбии (серб. Народна странка Србије). Была основана Мирославом Алексичем, который тогда был мэром Трстеника, а позже единственным депутатом парламента Сербии, представляющем данную партию. С момента своего основания находится в оппозиции к правящей Сербской прогрессивной партии.
В 2017 году партия прошла перерегистрацию в Народную партию, её новым руководителем стал Вук Еремич, бывший сербский министр иностранных дел.

## История
На парламентских выборах в 2016 году партия участвовала в коалиции под предводительством экс-президента Бориса Тадича вместе с Социал-демократической и Либерально-демократической партиями, а также «Лигой социал-демократов Воеводины». Избирательный блок получил 5,02 %, тем самым 13 его членов получили депутатские мандаты, среди которых один был за «Народным движением». Союз с партией Тадича в Народной скупщине продержался до реорганизации в 2017 году.
После президентских выборов 2017 года Вук Еремич, занявший на них четвёртое место, заявил о желании создать партию, на что откликнулось руководство «Народного движения», предложив просто перерегистрировать себя. После реорганизации обновлённая партия участвовала в массовых антиправительственных протестах, бойкотировала парламентские выборы и, будучи частью оппозиционной коалиции «Объединённые ради победы Сербии», поддержала Здравко Поноша на выборах президента в апреле 2022 года.
Народная партия со временем становилась всё более евроскептичной и русофильской и всё менее оппозиционной. В 2023 году Мирослав Алексич покинул её, восстановив под прежним наименованием свою собственную партию 6 августа того же года. К ней присоединились часть депутатов парламента страны и столичного парламента. Алексич прокомментировал, что у него разошлись мнения с Вуком Еремичем по приоритетам дальнейшего развития партии и видению современной политической ситуации в стране.
В октябре 2023 года Народное движение присоединилось к коалиции «Сербия против насилия», состоящей из партий-организаторов протестов 2023 года.

## Результаты выборов
| Год  | Голоса            | Избранные депутаты | Коалиция                |
| ---- | ----------------- | ------------------ | ----------------------- |
| 2016 | 189 564 (5,17 %)  | 1 из 250           | СДП—ЛДП—НДС—ЛСДВ        |
| 2023 | 888 181 (24,32 %) | 12 из 250          | «Сербия против насилия» |